# Сімнадцять провінцій
Сімнадцять провінцій — імперські держави Нідерландів Габсбургів у XVI столітті. Вони приблизно охоплювали низинні країни, тобто те, що зараз є Нідерландами, Бельгією, Люксембургом, і більшість французьких департаментів Північ (французька Фландрія та французьке Ено) і Па-де-Кале (Артуа). Також у межах цієї території були напівнезалежні володіння, головним чином церковні, такі як Льєж, Камбре та Ставело-Мальмеді .
Сімнадцять провінцій виникли з Бургундських Нідерландів, низки феодальних володінь, що належали дому Валуа-Бургундії та успадковані дому Габсбургів у 1482 році, і утримувались Габсбурзькою Іспанією з 1556 року. Починаючи з 1512 року, провінції становили основну частину Бургундського кола . У 1581 році сім об'єднаних провінцій відокремилися, утворивши Нідерландську Республіку.

## Композиція

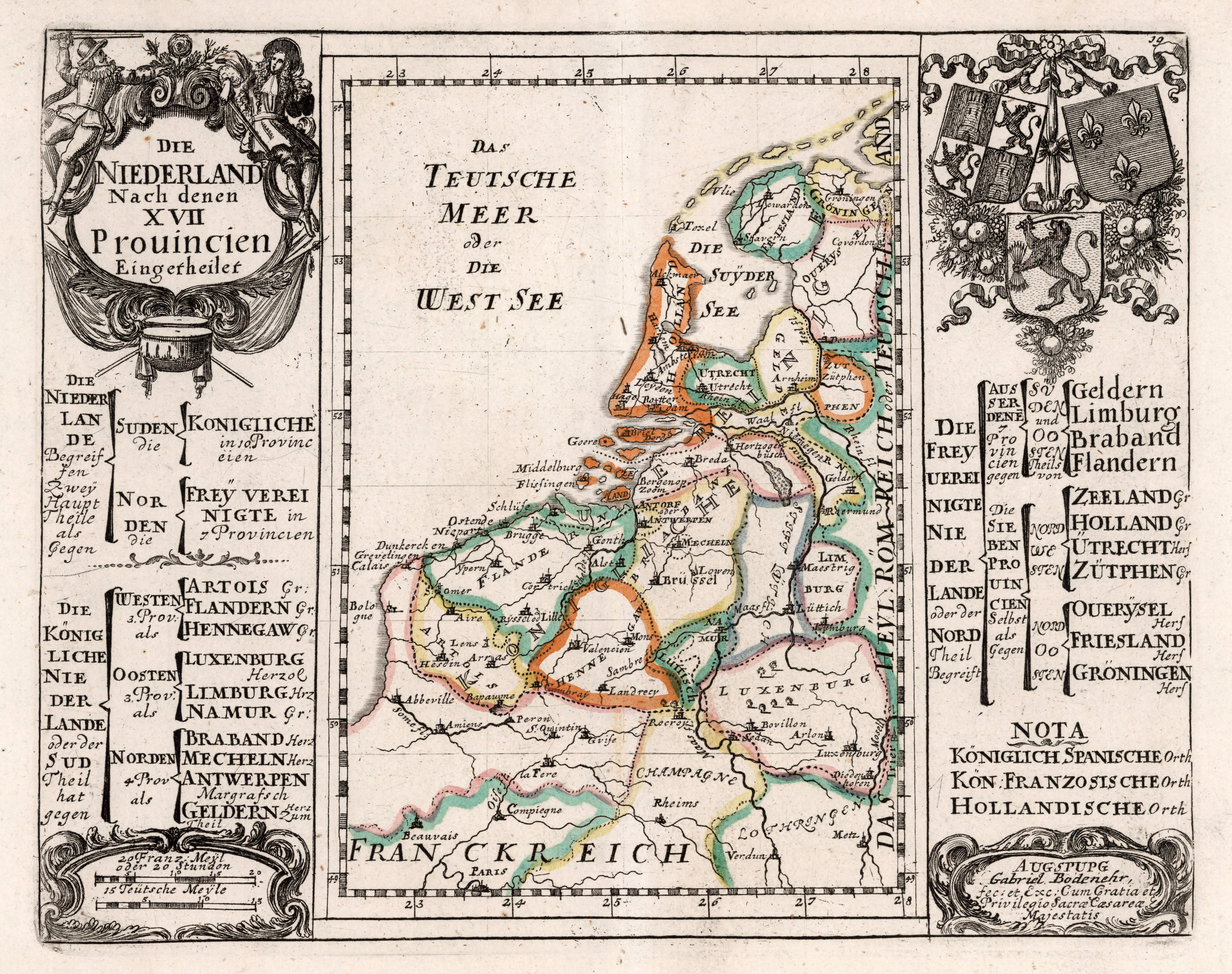
Карта сімнадцяти провінцій Габріеля Боденера

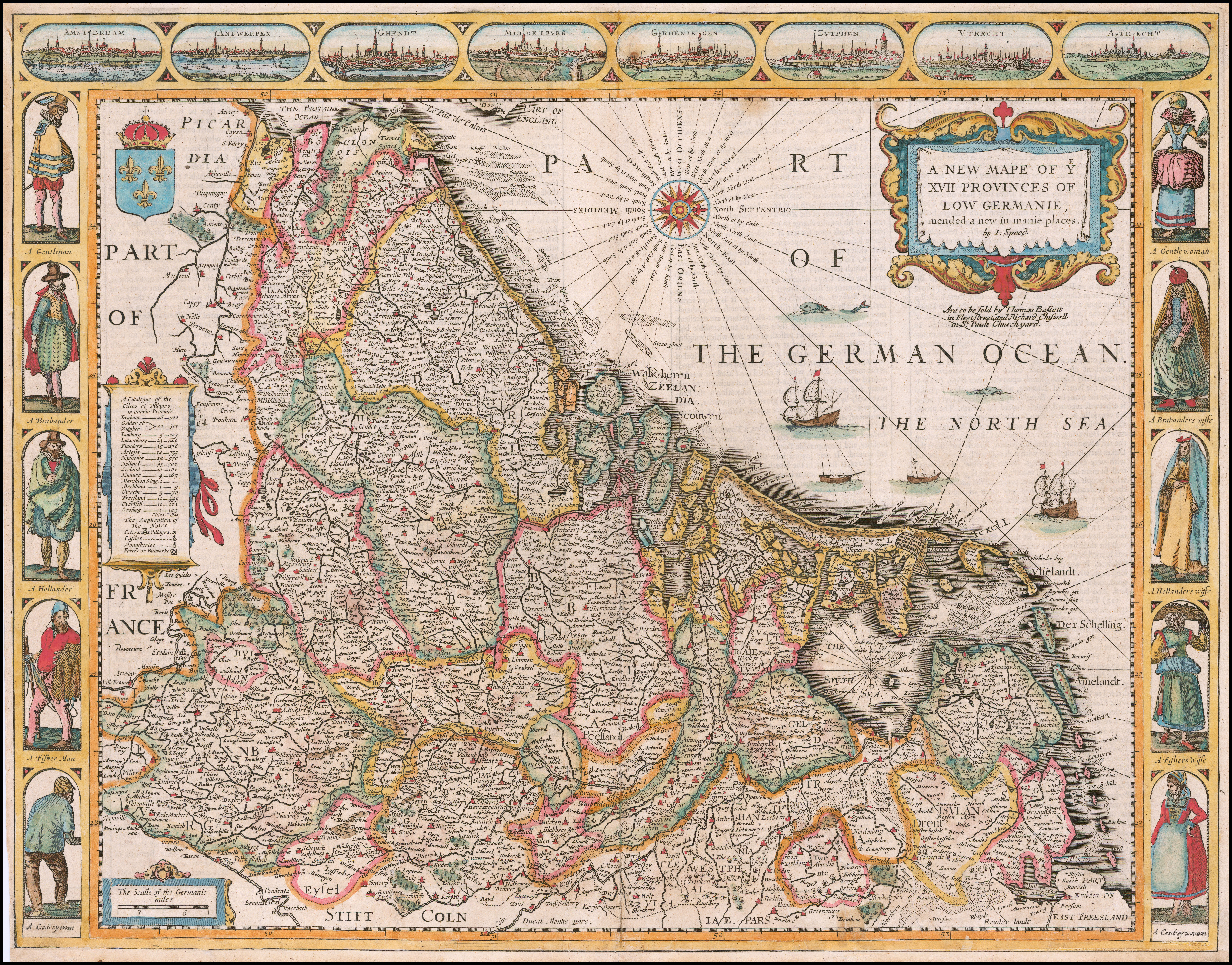
Англійська карта сімнадцяти провінцій Нижньої Німеччини

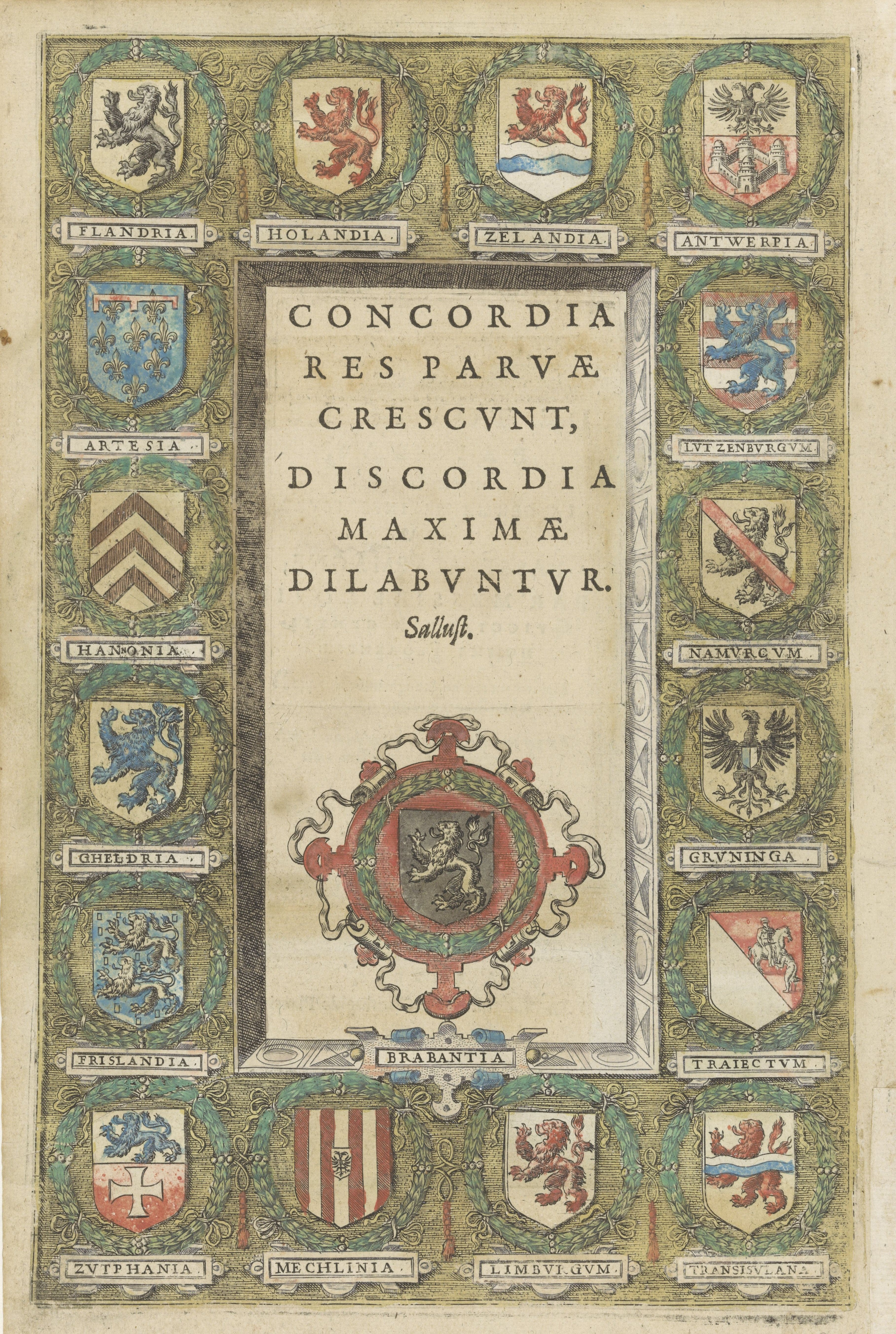
Герби сімнадцяти провінцій

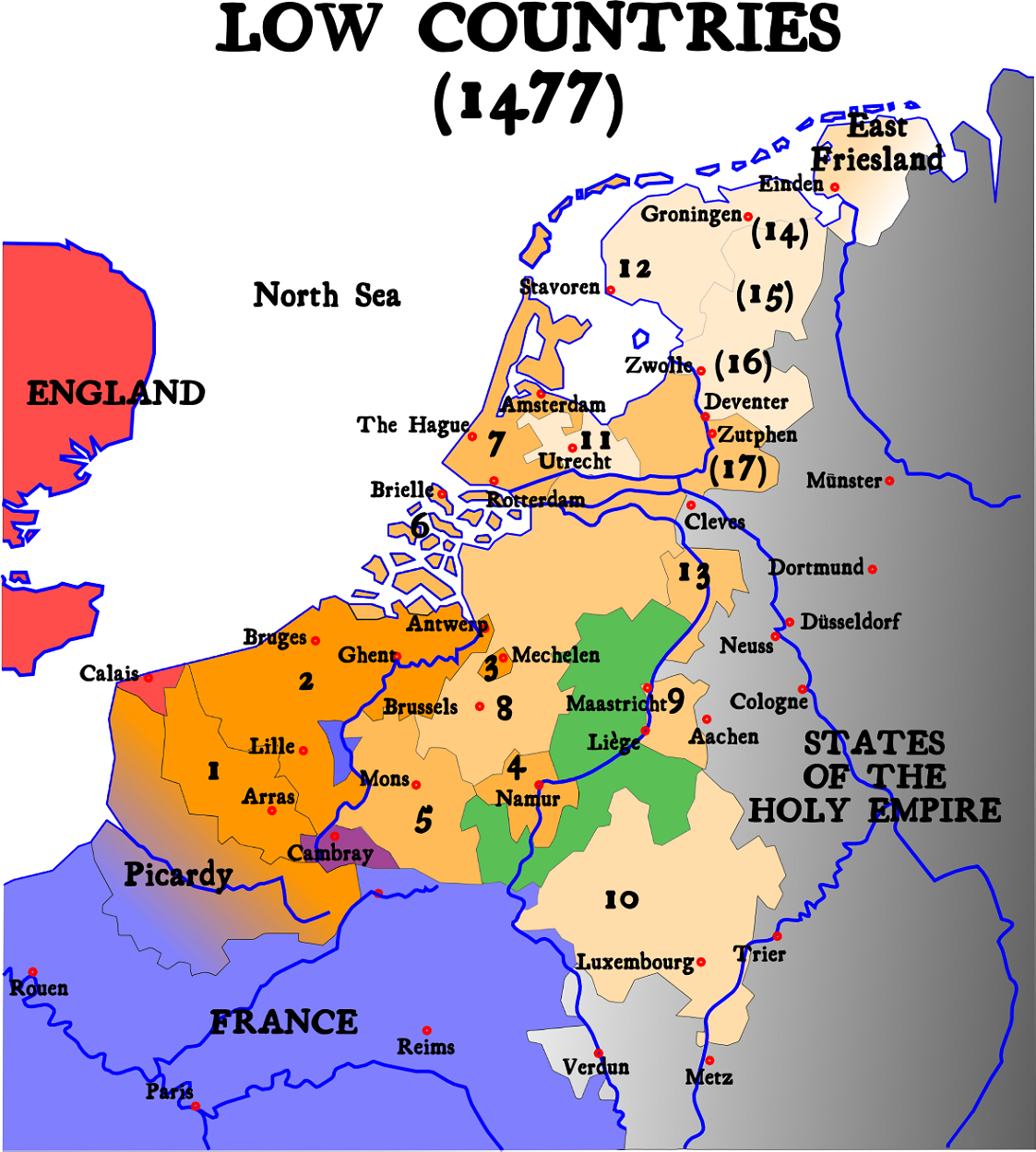
Карта Нідерландів 1477 року

| Coat of arms | Name                   | Latin name   | Developments |
| ------------ | ---------------------- | ------------ | --- |
|              | County of Holland      | Holandia     | Territory integrated into the United Provinces in 1581. |
|              | County of Zeeland      | Zelandia     | Linked to the County of Holland. Territory integrated into the United Provinces in 1581. |
|              | County of Flanders     | Flandria     | Including Walloon Flanders (kasselrijen Rijsel, Douai and Orchies) the burgraviates of Lille, the Lordship of Tournai and the Tournaisis (since 1521) nominally part of Flanders.                                                                                             |
|              | County of Artois       | Artesia      | Definitively ceded to France in 1659 by the Treaty of the Pyrenees. Except Aire and Sint-Omaars, ceded with the Treaties of Nijmegen. |
|              | County of Hainaut      | Hannonia     | |
|              | County of Namur        | Namurcum     | |
|              | County of Zutphen      | Zutphania    | Since 1543. Linked to the Duchy of Gelre. Territory integrated into the United Provinces in 1581 and reintegrated in 1591. |
|              | Duchy of Brabant       | Brabantia    | Including the Lordship of Breda, the counties of Leuven and of Brussels, and the advocacy of the Abbey of Nivelles and of Gembloux, and the «Overmaas» lands of Brabant (Dalhem, Valkenburg and Herzogenrath). Part of the territory was transferred to the United Provinces. |
|              | Duchy of Luxembourg    | Lutzenburgum | |
|              | Duchy of Limburg       | Limburgum    | Linked to the Duchy of Brabant. |
|              | Duchy of Guelders      | Gheldria     | With the Lordship of Drenthe, Lingen, Wedde, and Westerwolde. Since 1543. Territory integrated into the United Provinces in 1581; except one part. |
|              | Lordship of Overijssel | Transisulana | In Latin, Transisulania. Includes Drente (map of 1658). County of Lingen, Wedde and Westwoldingerland (since 1528). Territory integrated into the United Provinces in 1591.                                                                                                   |
|              | Lordship of Groningen  | Gruninga     | Including the Ommelanden. Since 1536. Territory fully integrated into the United Provinces in 1594. |
|              | Lordship of Frisia     | Frislandia   | Since 1524. Territory integrated into the United Provinces in 1581. |
|              | Lordship of Utrecht    | Traiectum    | Since 1528. Territory integrated into the United Provinces in 1581. |
|              | Lordship of Mechelen   | Mechlinia    | Linked to the Duchy of Brabant. Territory of the United Provinces between 1581—1585. |
|              | Margraviate of Antwerp | Antwerpia    | Linked to the Duchy of Brabant. Lost by the United Provinces in 1585. |

Кожна провінція мала свій герб. Генеральні штати Нідерландів мали свій герб — червоний щит з озброєним золотим левом.
Це не завжди були ті самі сімнадцять провінцій, представлених у Генеральному штаті Нідерландів . Іноді одна делегація входила до складу іншої.
Пізніше графство Зютфен увійшло до складу герцогства Гульдерів, а Лімбурзьке герцогство було залежним від Брабантського герцогства. Володарство Дренте іноді вважається частиною Володарства Оверейсел. З іншого боку, франкомовні міста Фландрії іноді визнавали окремою провінцією. Тому в деяких списках Zutphen і Drenthe замінені на
- бургграфства Лілль, Дуе, Орчі (також називають Валлонською Фландрією)
- Турне і Турне

У Нідерландах існувала низка феодальних володінь, які не входили до Сімнадцяти провінцій, головним чином тому, що вони належали не до Бургундського кола, а до Нижнього Рейнсько-Вестфальського кола . Найбільшими з них були принц-єпископство Льєж, включаючи графство Горн, і єпископство Камбре. Етнічно та культурно голландські герцогства Клеве та Юліх також не приєдналися. На півночі також було кілька менших утворень, таких як острів Амеланд, які зберегли своїх володарів до Французької революції .
Історики винаходили різні варіанти списку, але завжди з 17 особами. Це число могло бути обране через його християнське значення.

## Історія

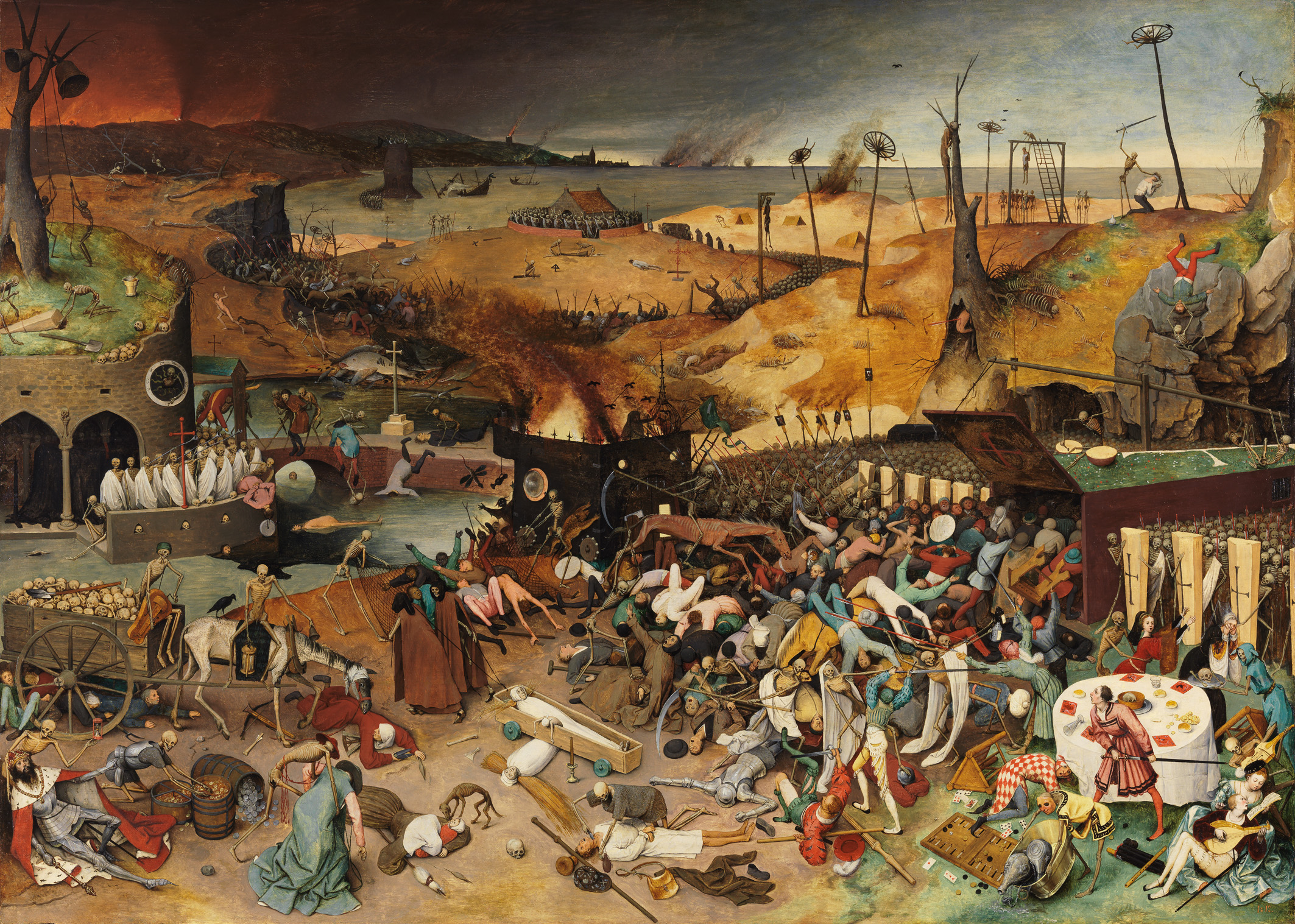
Тріумф смерті (прибл. 1562) Пітера Брейгеля Старшого відображає дедалі жорсткіше ставлення до сімнадцяти провінцій у XVI столітті

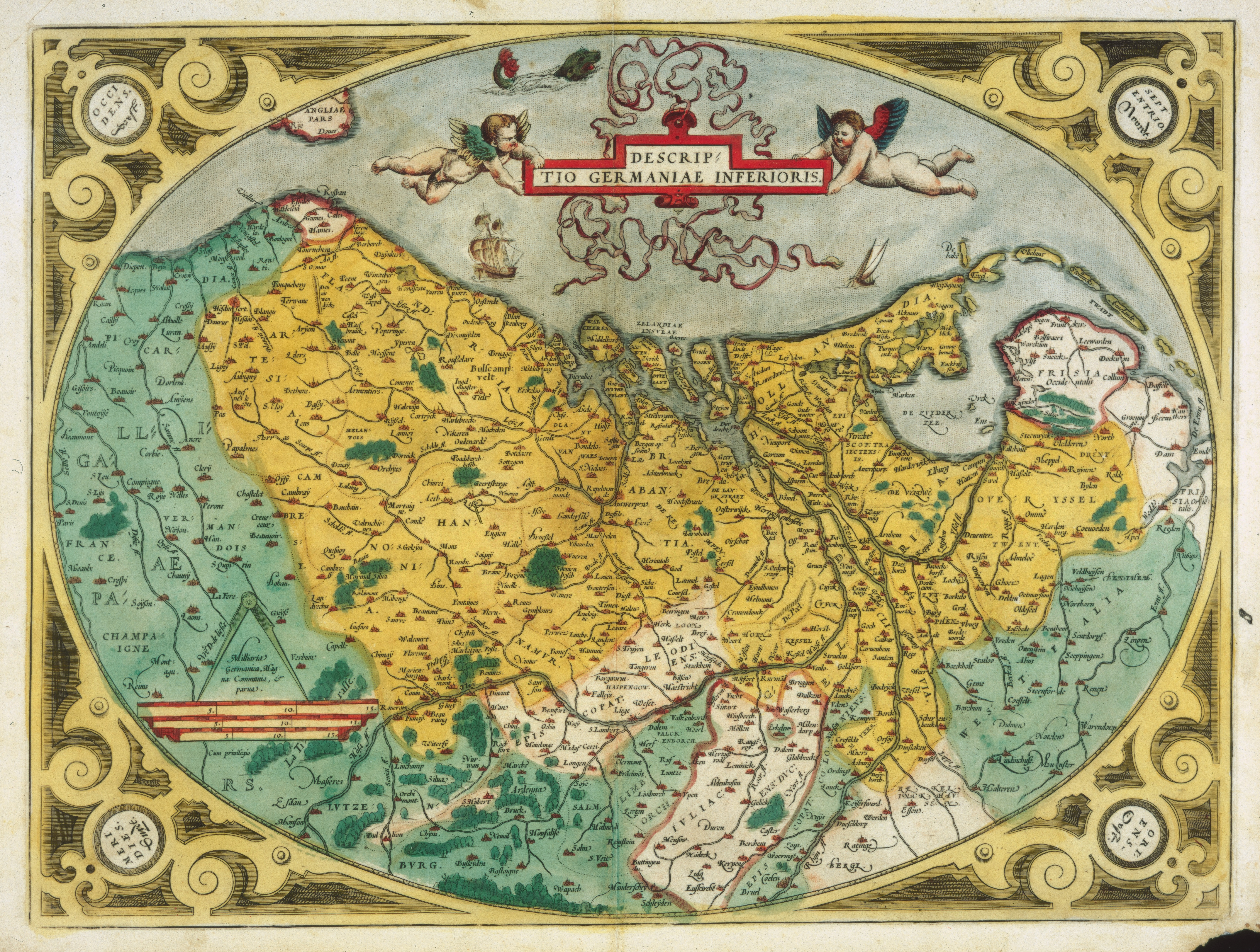
Карта Авраама Ортеліуса 1573 року, одна з найстаріших карт, що показує низинні країни

Сімнадцять провінцій виникли з Бургундських Нідерландів. Бургундські герцоги систематично ставали володарями різних провінцій. Марія I Валуа, герцогиня Бургундії, була останньою з Бургундського дому .
Марія вийшла заміж за ерцгерцога Максиміліана в 1477 році, і після її смерті в 1482 році провінції були придбані домом Габсбургів, за винятком самого Бургундського герцогства, яке, звернувшись до салічного права, було знову поглинено Францією після смерті батька Мері, Карла Сміливого. Онук Максиміліана та Марії, Карл V, імператор Священної Римської імперії та король Іспанії, зрештою об'єднав усі 17 провінцій під своєю владою, останньою з яких було Гелдернське герцогство у 1543 році.
Більшість цих провінцій були феодами Священної Римської імперії . Дві провінції, графство Фландрія та графство Артуа, спочатку були французькими ленами, але суверенітет був переданий Імперії згідно з Камбрейським договором 1529 року.
15 жовтня 1506 року в палаці Мехелен майбутній Карл V був визнаний Heer der Nederlanden («Володар Нідерландів»). Тільки він і його син коли-небудь використовували цей титул. Прагматична санкція 1549 р. визначила, що провінції в майбутньому повинні залишатися об'єднаними та успадкованими одним монархом.
Після зречення Карла V у 1555 році його володіння були розділені між його сином Філіпом II Іспанським і його братом Фердинандом I, імператором Священної Римської імперії . Сімнадцять провінцій дісталися його синові, королю Іспанії.
Конфлікти між Філіпом II і його голландськими підданими призвели до Вісімдесятирічної війни, яка почалася в 1568 році. Сім північних провінцій отримали незалежність у вигляді республіки під назвою Республіка Семи об'єднаних провінцій Нідерландів. Вони були:
- Гронінгенська та Оммеланденська сеньйорія
- Фрісландська сеньйорія
- Оверейселська сеньйорія
- Гелдернське герцогство (крім його верхньої чверті) і Зютфенське графство
- Утрехтське князь-єпископство, пізніше Утрехтська сеньйорія
- Голландське графство
- Зеландське графство

Південні провінції, Фландрія, Брабант, Намюр, Ено, Люксембург та інші, були відновлені під владою Іспанії завдяки військовому та політичному таланту герцога Пармського, особливо під час облоги Антверпена (1584—1585) . Таким чином, ці провінції стали відомі як Іспанські Нідерланди .
Графство Дренте, оточене іншими північними провінціями, стало де-факто частиною семи об'єднаних провінцій, але не мало права голосу в Утрехтському союзі і тому не вважалося провінцією.
Північні сім об'єднаних провінцій утримували частини Лімбурга, Брабанту та Фландрії під час Вісімдесятирічної війни (див. Землі генералів), яка закінчилася Вестфальським договором у 1648 році.
Артуа та частини Фландрії та Ено (французька Фландрія та французька Ено) були передані Франції протягом XVII та XVIII століть.

## Економіка
До середини XVI століття Антверпенське маркграфство (Брабантське герцогство) стало економічним, політичним і культурним центром Нідерландів після того, як його столиця була перенесена з сусіднього королівства Мехелен до міста Брюссель .
Брюгге (графство Фландрії) вже втратило своє видатне становище як економічний центр Північної Європи, тоді як Голландія поступово набувала значення в XV і XVI століттях.
Однак після повстання семи північних провінцій (1568), пограбування Антверпена (1576), падіння Антверпена (1584—1585) і, як наслідок, закриття річки Шельда для судноплавства, велика кількість людей з південні провінції емігрували на північ до нової республіки. Центр процвітання перемістився з міст на півдні, таких як Брюгге, Антверпен, Гент і Брюссель, до міст на півночі, переважно в Голландії, включаючи Амстердам, Гаагу та Роттердам .

## Нідерланди

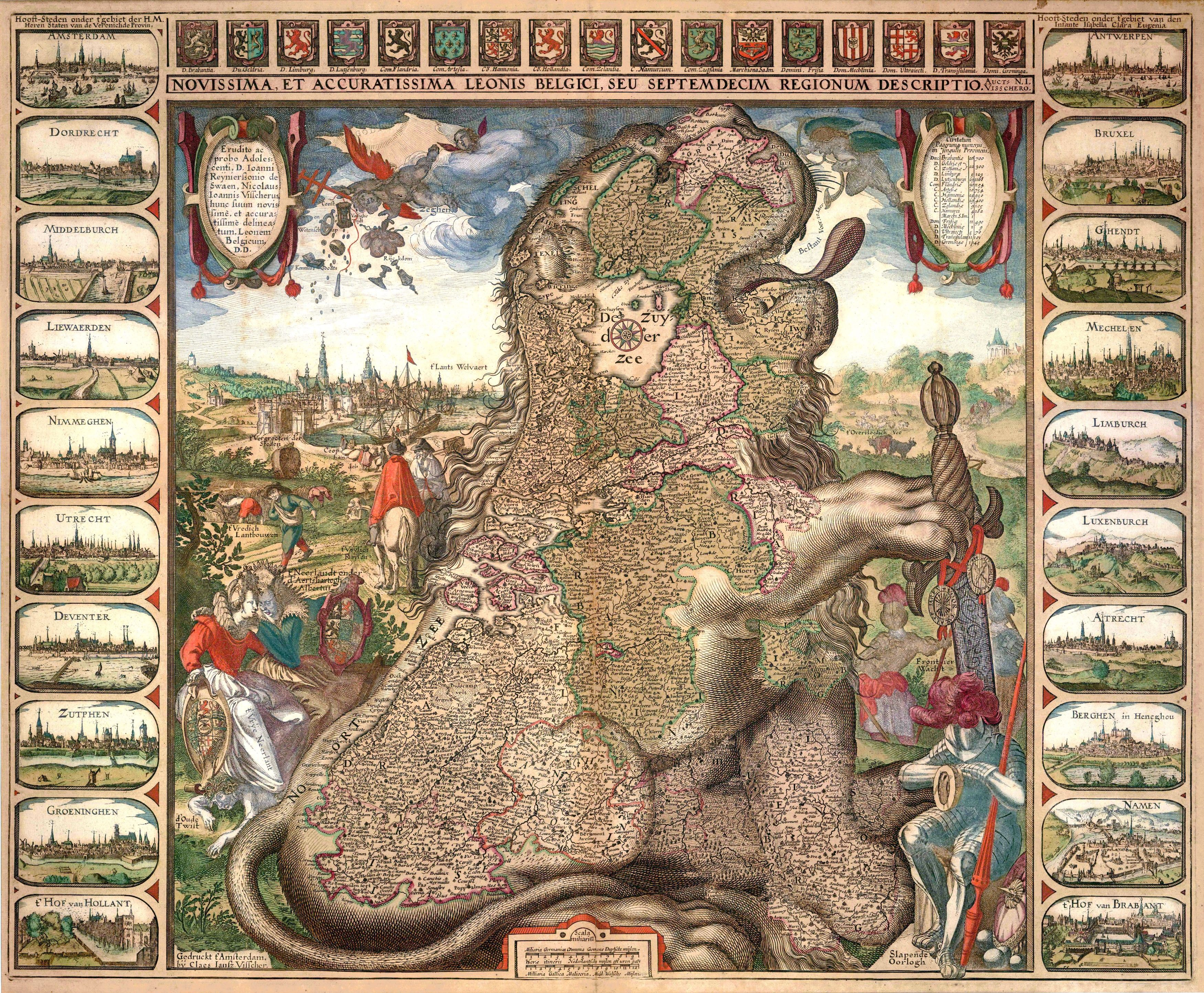
Карта Лева Бельгійського

Щоб відрізнити старіші та більші Нідерланди від нинішньої країни Нідерланди, носії голландської мови зазвичай опускають множину для останньої. Вони говорять про Nederland в однині для поточної країни та про de Nederlanden у множині для невід'ємних володінь Карла V.
В інших мовах це не було прийнято, хоча більшу територію іноді називають англійською як низинні країни .
Той факт, що термін Нідерланди має такі різні історичні значення, іноді може призвести до труднощів у правильному вираженні. Наприклад, про композиторів XVI століття часто кажуть, що вони належать до голландської школи (Nederlandse School). Хоча вони самі не заперечували б проти цього терміну в той час, сьогодні це може помилково створити враження, що вони були з нинішніх Нідерландів. Фактично, вони були майже виключно з нинішньої Бельгії.

## Фландрія
Така ж плутанина існує навколо слова Фландрія. Історично воно застосовувалося до Фландрського графства, що приблизно відповідає сучасним провінціям Західна Фландрія, Східна Фландрія та Французька Фландрія . Однак, коли голландськомовне населення Бельгії шукало більше прав у XIX столітті, слово Фландрія було використано повторно, цього разу для позначення голландськомовної частини Бельгії, яка є більшою та містить лише частину старого графства Фландрія (див. Фламандський рух). Таким чином, територія графства Фландрія та території сучасної Фландрії не повністю збігаються:
- Французька Фландрія належала до графства Фландрія, але сьогодні є частиною Франції.
- Зеландська Фландрія належала до графства Фландрія, але сьогодні є частиною Нідерландів.
- Турне та Турне деякий час вважалися частиною графства Фландрії, але сьогодні є частиною Валлонії.
- Сучасна бельгійська провінція Фламандський Брабант належить до сучасної Фландрії, але була частиною Брабантcького герцогства .
- Сучасна бельгійська провінція Антверпен належить до сучасної Фландрії, але була частиною Брабантського герцогства .
- Сучасна бельгійська провінція Лімбург належить до сучасної Фландрії, але була частиною принца-єпископства Льєжа .

- Намісники Габсбурзьких Нідерландів
- Нідерланди (неоднозначність)
- Бургундські Нідерланди
- Паннідерланди
- французький фламандський
- Бенілюкс